# コロサイの信徒への手紙
『コロサイの信徒への手紙』（コロサイのしんとへのてがみ）は、新約聖書中の一書。伝統的に使徒パウロがコロサイの共同体へあてて書いたものであるとされるが、近代以降異論もある。『コロサイ人への手紙』、『コロサイ書』とも。

## 執筆の経緯
コロサイに起こっていたシンクレティズム（混淆主義）の問題に対して、キリスト論を述べた（１章）あとで、あやまちを指摘し（２章）、愛の実践に励むよう（３～４章）にと書かれた手紙である。『コリントの信徒への手紙一』などと同じように、『コロサイの信徒への手紙』（以下コロサイ書）も対象となった共同体の特定の状況に対する問い合わせにパウロが答える形で書かれている。
コロサイにおける主要な問題は誤ったシンクレティズムに関するものである。偽哲学思想や禁欲主義をキリスト教にとりこもうとする人々に対して警告している。パウロはキリスト教にとって必要なものはすべてイエスの中にあると述べ、そのあがないの意義を強調する。「新月」と「安息日」（2:16）という表現もユダヤ教由来のものを固守しようとしていた人々がいたことを示唆している。

## 書簡の内容
本書簡は神学的考察と実践的なすすめの二部構成になっている。1章から2章にかけての神学的考察の部分では、霊において頭であるキリストの神性のうちにあって完全なものとなることをさまたげているものたちへ警告を行っている。共同体の頭であるキリストのうちに一つでありさえすれば、それ以上のものは何も必要ないと著者はいう。なお1章15～20節は、原始キリスト教教会に流布していた「キリスト賛歌」である。
実践的なすすめの部分では信仰生活においてすべきこと、なすべきでないことを解説する。さらに上にあるものを求め（3:1-4）、古い自分に死んで新しい自分を生きること（3:5-14）を示し、シンクレティズムキリスト教ではないイエス・キリストとその父なる神のみを信仰する生き方を提示する。3章18節以下は「家庭訓」になっており、「妻と夫」「子と親」「奴隷と主人」の間での訓戒が記されている。
4章7節によれば、ティキコは本書の運び手であり、パウロが手紙で伝え切れなかったことを人々に伝えるという使命を負っている。またフィレモンへの手紙における中心人物であるオネシモが再登場し、ティキコの同行者となっている。書簡の最後（4:16）でパウロはラオディキアへ送った手紙について言及している。偽書である『ラオディキアの信徒への手紙』はこの記述にもとづいて書かれたと考えられている。全体的に本書は『フィレモンへの手紙』と『エフェソの信徒への手紙』の中間に位置する書簡であるといえる。

## 著者の問題
聖書学者レイモンド・ブラウンは『新約聖書概論』（1997年）の中で「現代の聖書学者の60％は本書がパウロ本人によって書かれたことを否定している。」という。確かに文体や言葉遣い、パウロらしい思想がみられないことなどから本書の著者がパウロ本人でないと考えるものは多い。具体的に、テモテ、エパフラス、フィレモンという著者説がある。
その一方で細かい違いを認めつつも、それでもパウロが書いたものであり、人間である以上著作の内容やスタイルにばらつきは起こりうるという立場を取る学者たちもいる。